# Hardeberga socken
Hardeberga socken i Skåne ingick i Torna härad, ingår sedan 1974 i Lunds kommun och motsvarar från 2016 Hardeberga distrikt. 
Socknens areal är 17,0 kvadratkilometer varav 16,74 land. År 2000 fanns här 1 007 invånare.  En del av tätorten Södra Sandby samt kyrkbyn Hardeberga med sockenkyrkan Hardeberga kyrka ligger i socknen. 

## Administrativ historik
Socknen har medeltida ursprung. 
Vid kommunreformen 1862 övergick socknens ansvar för de kyrkliga frågorna till Hardeberga församling och för de borgerliga frågorna bildades Hardeberga landskommun. Landskommunen uppgick 1952 i Södra Sandby landskommun som uppgick 1974 i Lunds kommun. Församlingen uppgick 2006 i Södra Sandby församling.
1 januari 1944 (enligt beslut den 27 november 1942) införlivades en mindre del (Gylleholm 1:2; delar av Nilstorp 1:4, 1:6-1:8, 2:4-2:5, 2:8-2:10; delar av Råby Lilla 1:5-1:11), omfattande 0,23 km² (varav allt land), av Lunds landsförsamling/Lunds socken till Hardeberga församling/socken/landskommun i samband med Lunds landsförsamling/socken i övrigt uppgick i Lunds domkyrkoförsamling/Lunds stad.
1 januari 2016 inrättades distriktet Hardeberga, med samma omfattning som församlingen hade 1999/2000.
Socknen har tillhört län, fögderier, tingslag och domsagor enligt vad som beskrivs i artikeln Torna härad. De indelta soldaterna tillhörde Södra skånska infanteriregementet, Torna och Färs kompanier och Skånska dragonregementet, Torna skvadron, Sallerups kompani.

## Geografi
Hardeberga socken ligger öster om Lund med Rommeleåsen i öster. Socknen är en kuperad odlingsbygd med skog i öster.

## Fornlämningar
Några boplatser och lösfynd från stenåldern är funna. Från järnåldern finns ett gravfält vid Tygelsjö.

## Namnet
Namnet skrevs 1304 Harabiærgh och kommer från kyrkbyn. Efterleden är berg syftande på någon av höjderna vid kyrkan. Förleden har oklar tolkning, kan möjligen innehålla hare..